# Wodanstolln
Der Wodanstolln ist ein Schaubergwerk in Salchendorf, heute einem Ortsteil der Gemeinde Neunkirchen im Kreis Siegen-Wittgenstein.

## Geschichte

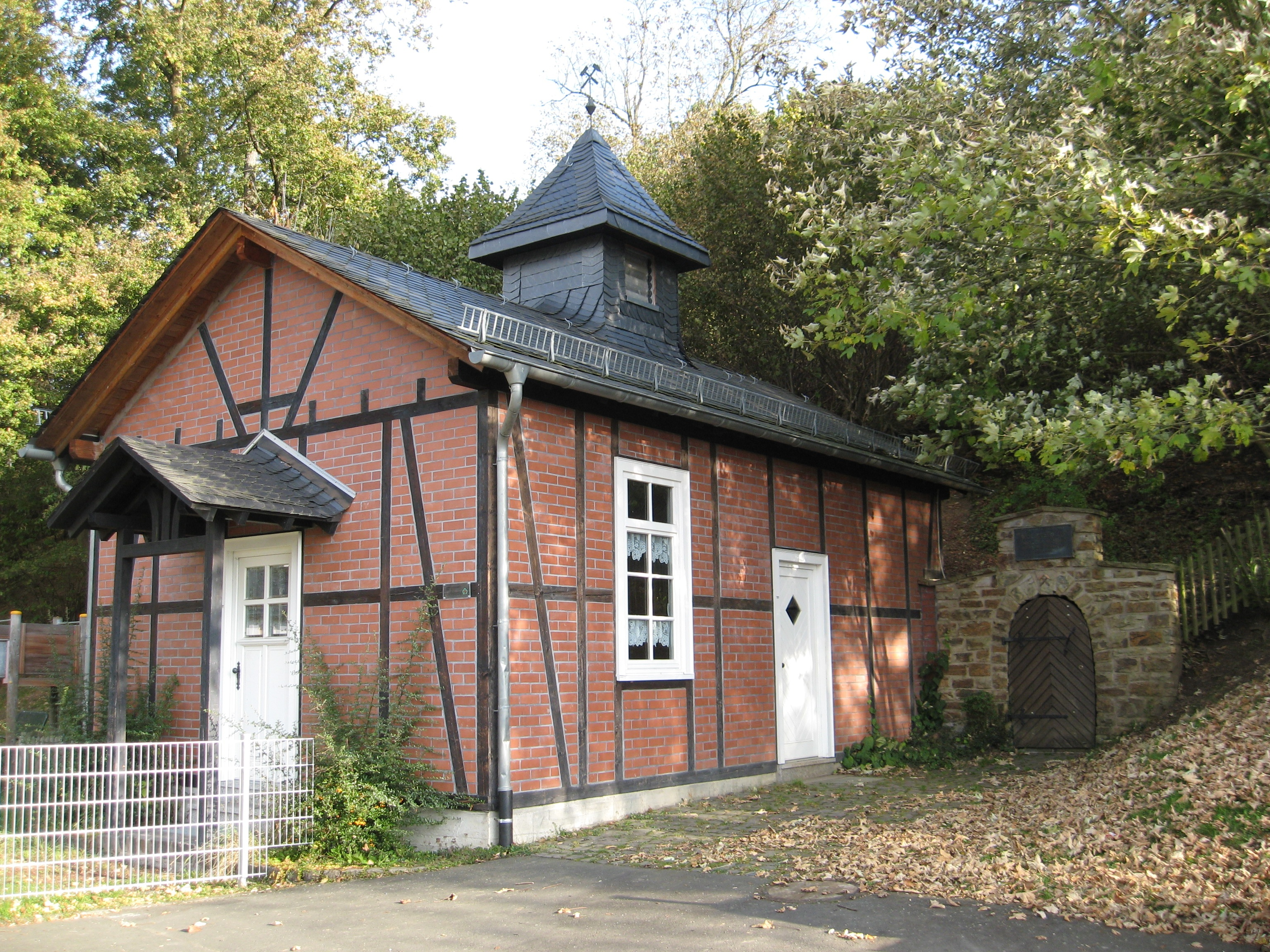
Wodanstolln mit originalgetreu errichtetem Stollenhäuschen

Der Stollen wurde ab 1732 als Tiefer Stollen der Gruben Heidenberg und Rennseifen angelegt. Der Name „Wodanstolln“ ist im Volksmund entstanden, „Wodan“ hießen vier Grubenfelder in der Umgebung (Wodan I – Wodan IV), mit denen der Stollen jedoch nichts zu tun hatte. Der Stollen verband die beiden Gruben Heidenberg und Rennseifen miteinander, diente ihnen als Erbstollen und bis 1910 zum Erzabbau. Fertiggestellt wurde der Stollen um 1800. 1855 fand abermals eine Mutung statt. Von ca. 1925 bis 1974 wurde er zur Trinkwasserversorgung Salchendorfs genutzt. 1944/45 diente er als Luftschutzanlage.
Die Grube Heidenberg gehörte zur Grube Stahlseifen und wurde bereits vor 1732 betrieben. In den 1860ern wurden 48 t Braun- und Spateisenstein gefördert. 1920 wurde sie stillgelegt. Die Grube Rennseifen wurde ebenfalls schon vor 1732 betrieben und 1920 stillgelegt. In den 1860ern wurden hier 350 t Braun- und Spateisenstein sowie 3,25 t Kupferkies gefördert. Die Gangmittel teilten sich in Vorderstes, Mittelstes und Hinterstes Rennseifen.

## Schaubergwerk
Ab 1995 baute der Heimatverein Salchendorf den Stollen zum Schaubergwerk um, das 1997 eröffnet wurde. Der 1,5 km lange Stollen ist auf 600 m begehbar. Das Zechenhäuschen wurde originalgetreu wiedererrichtet und beherbergt ein Museum mit zahlreichen Details des Bergbaus in der Umgebung. Nach ca. 250 m geradeaus teilt sich der Stollen, links in Richtung Rennseifen, rechts in Richtung Heidenberg. Der links abgehende Teil wurde eingestürzt gelassen, der rechts abgehende Teil kann in einer speziellen Führung besichtigt werden. Gezeigt werden alte Abbautechniken mit Schlägel und Eisen, modernere Bohrmethoden, sowie andere Abbau- und Fördertechniken mit druckluftbetriebenen Maschinen.